# Piombo rovente
Piombo rovente (Sweet Smell of Success) è un film del 1957 diretto da Alexander Mackendrick.
Scelto nel 1993 per la conservazione nel National Film Registry della Biblioteca del Congresso degli Stati Uniti, per questo film Tony Curtis venne nominato ai BAFTA del 1958 come miglior attore straniero. Per il personaggio di J.J. Hunsecker, basato sul giornalista Walter Winchell, si era all'inizio pensato ad Orson Welles.

## Trama
J.J. Hunsecker è un giornalista di New York, potente e temuto poiché i suoi articoli possono innalzare o stroncare carriere. Quando la sorella, con cui ha un rapporto morboso, accenna all'idea di sposarsi con un giovane jazzista, egli reagisce dando l'incarico al suo tirapiedi Sidney Falco, un uomo ambizioso e pieno di odio per il suo capo, di costruire uno scandalo ad arte, che distrugga il musicista. L'ordine verrà eseguito bene, tanto che si distruggerà più di una vita.